# Body Count
A Body Count egy amerikai thrash metal, heavy metal, rap metal stílusokban alkotó együttes. A zenekart kétszer jelölték Grammy-díjra a Best Metal Performance kategóriában, és 2021-ben meg is nyerték.

## Tagok
Jelenlegi tagok: Ice-T, Ernie C, Ill Will, Vincent Price, Juan of the Dead, Sean E Sean és Little Ice. 
Volt tagok: Mooseman, Beatmaster V, D-Roc the Executioner, Sean E. Mac, Griz, O.T. és Bendrix.

## A zenekar története
Ice-T számít a leghíresebb zenésznek a tagok közül. 1990-ben alakultak meg Los Angelesben. Ice-T-t eleinte nem érdekelte a rockzene, csak egy barátja kedvelte, és emiatt elkezdte érdekelni a műfaj. Elhatározta, hogy alapít egy saját együttest. Abban az időben Ice-T a rap műfajában már befutott, talán ezért is váltott stílust. Első nagylemezük 1992-ben jelent meg, azóta még öt stúdióalbumot adtak ki,  A "Cop Killer" (Zsarugyilkos) című számuk nagy botrányt keltett címe és témája miatt. A Body Count témái közé tartoznak az utcai bandák, valamint a rendőrök (éppen úgy, mint a rappereknél). 2018. június 17-én léptek fel másodszor Magyarországon, a Budapest Parkban.

## Stúdióalbumok
- Body Count (1992)
- Born Dead (1994)
- Violent Demise: The Last Days (1997)
- Murder 4 Hire (2006)
- Manslaughter (2014)
- Bloodlust (2017)
- Carnivore (2020)